# Ким Соён (1992)
Ким Соён (кор. 김서연; род. 19 мая 1992, Сеул) — южнокорейская фотомодель, «Мисс Корея 2014», участница конкурса красоты «Мисс Вселенная 2015».

## Биография
Ким Соён родилась 19 мая 1992 года в Сеуле.
Будучи студенткой Женского университета Ихва она принимала участие на национальном конкурсе красоты «Мисс Корея». 15 июля 2014 года Ким Соён после победы на конкурсе красоты была коронована как «Мисс Корея». Она представляла Южную Корею на «Мисс Вселенная 2015», но по его итогам не вошла в топ-15.
Она работает репортёром в отделе новостей «JTBC».